# マッターホルン・ゴッタルド鉄道Ge4/4形電気機関車

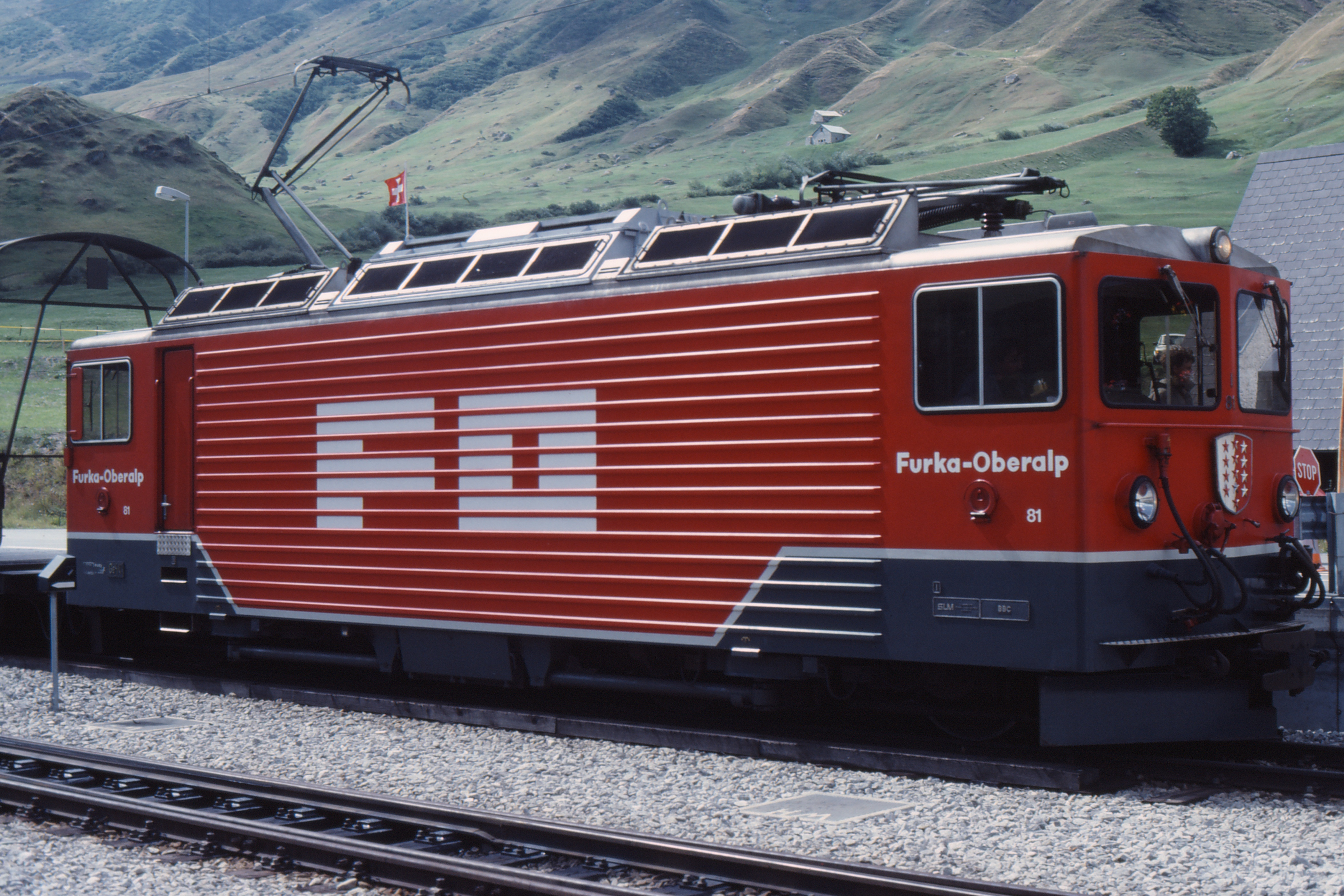
Ge4/4 81号機、側面中央部の白帯が車体裾にある製造当初のFO塗装、前照灯は丸型の原形、1983年

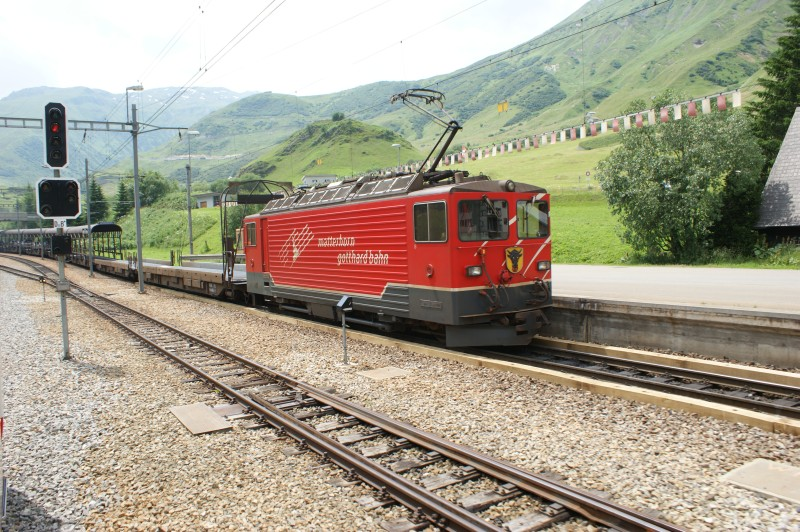
Ge4/4 82号機、初期のMGB塗装、角型前照灯に改造後、2008年

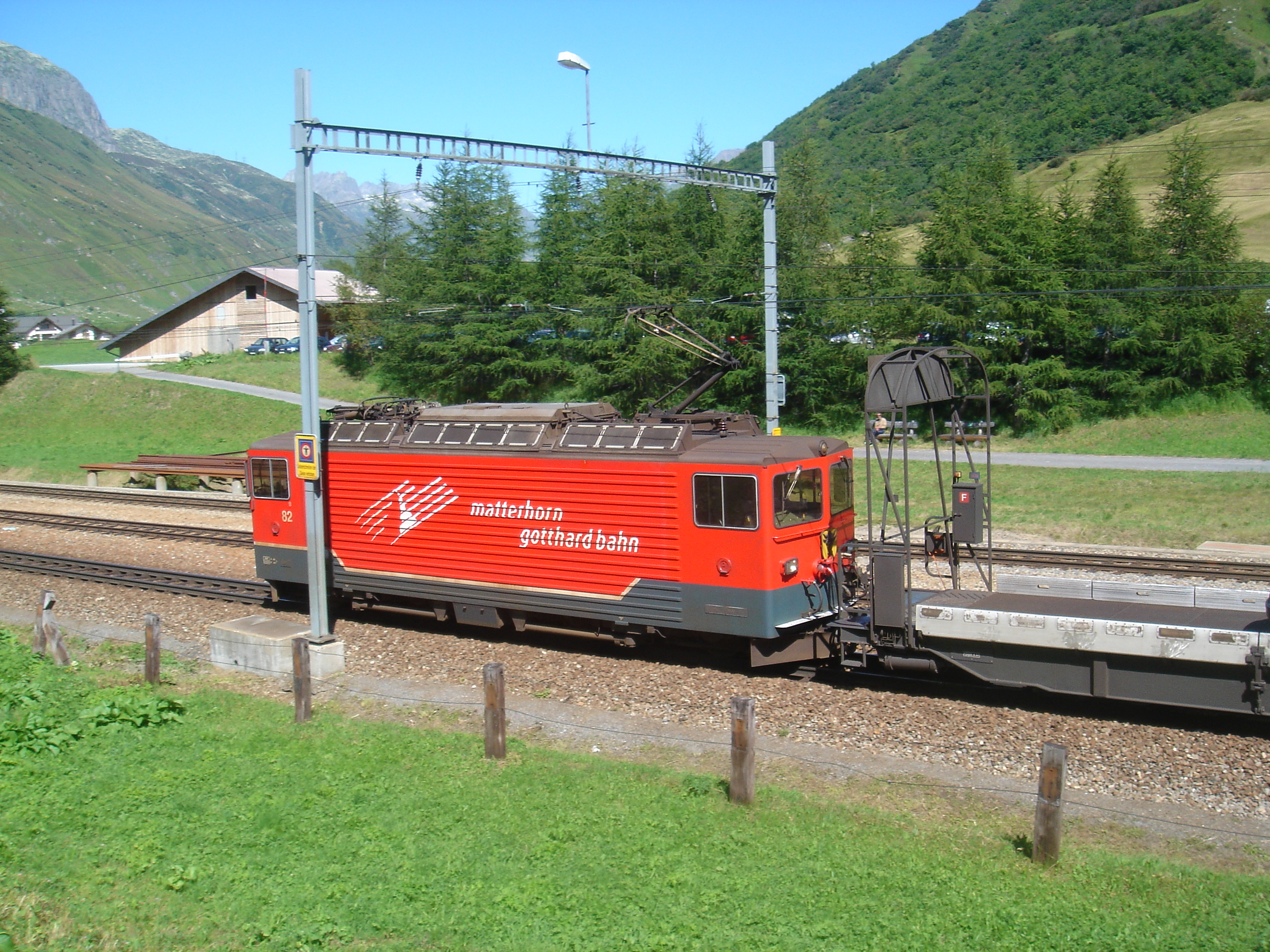
Ge4/4 82号機、初期のMGB塗装、列車フェリーを牽引、2007年

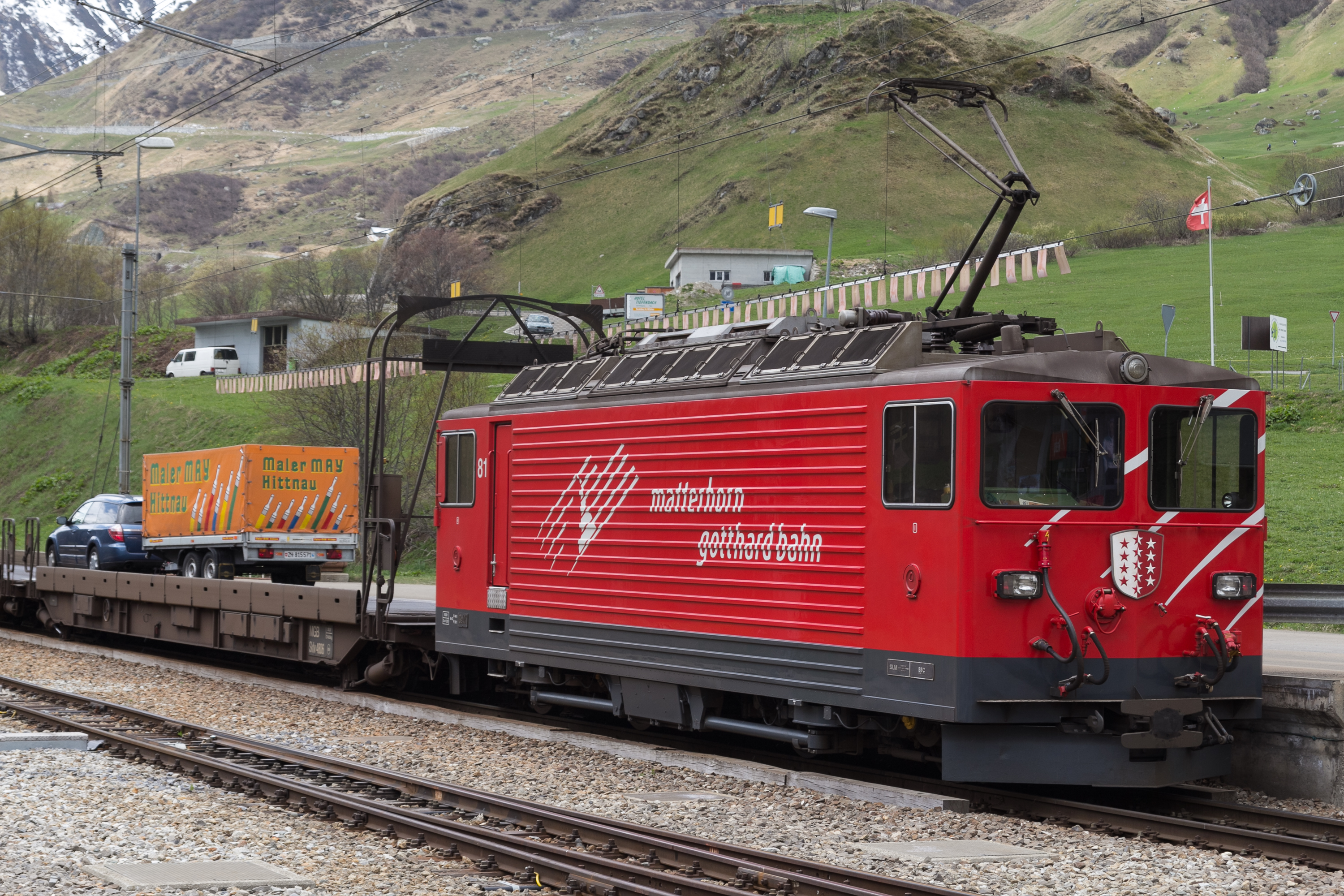
Ge4/4 81号機、MGBの現在の塗装、2011年

マッターホルン・ゴッタルド鉄道Ge4/4形電気機関車（マッターホルン・ゴッタルドてつどうGe4/4がたでんききかんしゃ）は、スイス南部の私鉄であるマッターホルン・ゴッタルド鉄道の山岳鉄道用電気機関車である。

## 概要
ブリーク・フィスプ・ツェルマット鉄道と合併してマッターホルン・ゴッタルド鉄道となる以前のフルカ・オーバーアルプ鉄道がフルカベーストンネルの列車フェリーの牽引機として1979年に2両を製造した電気機関車で、レーティッシュ鉄道のGe4/4II形電気機関車をベースに、車体、機械部分、台車の製造をSLM、電機部分、主電動機の製造をBBCが担当した。サイリスタ位相制御により1時間定格出力1700kW、牽引力113.8kNを発揮する汎用機で、18パーミルで350tを80km/hで牽引可能な性能を持つ。それぞれの機番とSLM製番、製造年、機体名（沿線の州の名称）は下記のとおりである。
- 81 - 5145 - 1980年2月27日 - Wallis
- 82 - 5146 - 1980年2月27日 - Uri

## 仕様

### 車体
- 車体はDeh4/4 91-96形荷物電車と類似の角ばったデザインの軽量構造の鋼製車体で、正面は2面折妻の2枚窓に、窓下部に大型の丸型前照灯を2箇所と上部中央に小型の丸型前照灯を1箇所を設置したデザイン、側面はコルゲーション板を使用している。なお、窓下部の丸型前照灯は後にスイス鉄道車両標準の小型の角型の前照灯と標識灯のユニットに交換されている。
- 屋根上はパンタグラフ部分の屋根肩部には空気取入口のルーバーが並び、中央部には発電ブレーキ用の主抵抗器が設置されている。なお、屋根は取外しが可能な構造となっている。
- 運転室はスイスやドイツで一般的な円形のハンドル式のマスターコントローラーが設置されている。運転室横の窓は引違い式下降式、運転室乗降扉は右側のみの設置で、そちら側の運転室窓には電動式のバックミラーが設置されている。
- 連結器は先頭側がねじ式連結器で緩衝器が中央、フック・リングがその左右にあるタイプ、列車側は+GF+式[6]自動連結器となっている。また、車体の前面下部に大型のスノープラウが設置されている。
- 塗装
  - 車体塗装は赤をベースに前後端部の車体裾部がダークグレーで、グレーと赤との境界部分および車体側面下部中央部分に白帯であったが、後に車体下部側面中央部分もダークグレーとなり、白帯が若干上へ移った。また、側面中央には、フルカ・オーバーアルプ鉄道塗装ではコルゲーションに合わせてFOのロゴと運転室窓下にFurca-Oberalpのレタリングが入り、初期のマッターホルン・ゴッタルド鉄道塗装ではMGBのロゴとシンボルマークと反運転台側の運転室窓下に機番が入る。正面中央には機体名のエンブレムが設置され、初期のマッターホルン・ゴッタルド鉄道塗装では正面にも白のストライプが入る。その後現在のマッターホルン・ゴッタルド鉄道では、車体裾部のダークグレー部の幅が小さくなり、白帯が省略されている。また、屋根および屋根上機器が銀色、床下機器と台車はダークグレーである。

### 走行機器
- 制御方式はサイリスタ位相制御で、1台の制御装置で台車ごとの2台の主電動機を制御する方式としており、主変圧器を車体中央に、その前後に制御装置を1台ずつ設置している。なお、いずれも冷却方式は油冷式で冷却用のオイルポンプとオイルクーラーを装備しており、冷却風は屋根上肩部の吸気口から吸入する。
- ブレーキ装置は他励界磁をチョッパ制御することにより最大ブレーキ力75kNの発電ブレーキ力を発揮するほか、空気ブレーキ（機関車および列車フェリー用）、手ブレーキ、列車フェリー以外の列車用に真空ブレーキ装置を装備する。
- 主電動機は1時間定格出力425kW、連続定格出力380kWのBBC 製Typ 6FRO 4338直流複巻整流子電動機 を4台搭載し、1時間定格牽引力113.8kN、連続定格牽引力101.5kNの性能を発揮する。冷却はファンによる強制通風式で、冷却風は屋根肩部の吸気口から吸入する。
- 台車は軸距2600mm、車輪径1070mmの操舵台車とし、車軸が曲線に合わせて変位することで軌道への横圧を減らす方式としている。また、軸箱支持方式は円筒案内式、枕ばねは車体直結のコイルばねで、牽引力伝達は台車の枕梁からその下のボルスタを経由して引張棒で車体に伝達される方式である。主電動機は吊掛式に装荷されて車軸と一体となっており、主電動機本体側はリンク機構で、車軸側はすべり軸受で車軸と連結され、車軸が軸中心をセンターにして変位するBBC製のスライドベアリング式に装荷されている。なお、減速比は1:5.118である。
- そのほか、パンタグラフはシングルアーム式を2台搭載するほか、補機は主変圧器の交流235V駆動の主電動機等用送風機2台、オイルクーラー及びブレーキ用抵抗器用送風機1台、主変圧器用1台と位相制御器用2台のオイルポンプのほか、電動空気圧縮機、電動真空ポンプ、蓄電池などとなっている。

### 主要諸元
- 軌間：1000mm
- 電気方式：AC11kV 16.7Hz 架空線式
- 最大寸法：全長12900mm、全幅2684mm、全高3870mm（パンタグラフ折畳時）
- 軸距：2600mm
- 台車中心間距離：6200mm
- 自重：50.0t（機械部品24t、電気部品26t）
- 走行装置
  - 主制御装置：サイリスタ位相制御
  - 主電動機：Typ 6FRO 4338直流複巻整流子電動機×4台（連続定格出力：380kW[7]、1時間定格出力：425kW[8]）
  - 減速比：5.118（17:87）
- 牽引力
  - 牽引力：101.5kN（連続定格出力、於53km/h）、113.8kN（定格出力、於52km/h）、178.5kN（最大出力）
  - 牽引トン数：350t（18パーミル、トンネル内）、150t（45パーミル）、230t（35パーミル、52km/h）
  - ブレーキ力：75kN（最大）、1000kW（連続定格）
- 最高速度：90km/h
- ブレーキ装置：発電ブレーキ、空気ブレーキ（機関車用および列車フェリー用）、手ブレーキ、真空ブレーキ（列車フェリー以外の列車用）

## 運行
- マッターホルン・ゴッタルド鉄道のフルカベーストンネルの両端のレアルプとオバーワルド間の列車フェリーの牽引に使用されている。
- 同区間は全長17.7kmでそのうち15.4kmがフルカベーストンネルである。トンネル内は最急勾配17.5パーミル、トンネル外に短距離ながら29.2パーミルの勾配があり、高度差は172mである。
- 列車フェリーは1980年と1985年に製造されたBDt 4361-4363形制御客車と、1980年と1984年に製造されたSKl-v 4801-4807形ランプ車およびSKl-tv 4811-4827形車運車で構成され、機関車＋ランプ車2両＋車運車最大8両程度＋ランプ車1-2両＋制御客車の編成で最高速度90km/hでプッシュプル運転される。車運車は屋根付きで総重量16t、全高3.05m、全幅2.50mまでの車両を、ランプ車は屋根無で大型車用の車運車を兼ねており、総重量20 t、全高3.62m、全幅2.50mまでの車両を搭載可能であり[9]、このほかバイクおよび自転車での利用も可能となっている。
- 列車は所要約15分弱で火-木曜は1編成使用でレアルプ発毎時00分、オバーワルド発毎時30分発であり、金-月曜は2編成使用の各駅毎時00、30分発となっており、本機が検査等で使用できない場合にはDeh4/4II形荷物電車のうち空気ブレーキ装置を装備した93-96号機の重連もしくはHGe4/4II形電気機関車が列車を牽引する。
- 本機は1980年には当時機関車不足であったレーティッシュ鉄道に貸し出され、フルカ・オーバーアルプ鉄道塗装のまま使用されたことがある。
- 老朽化および予備部品確保のため、Ge4/4 82号機は2017年11月に廃車となり、その後列車フェリーは残ったGe4/4 81号機とHGe4/4II形で運行されている。

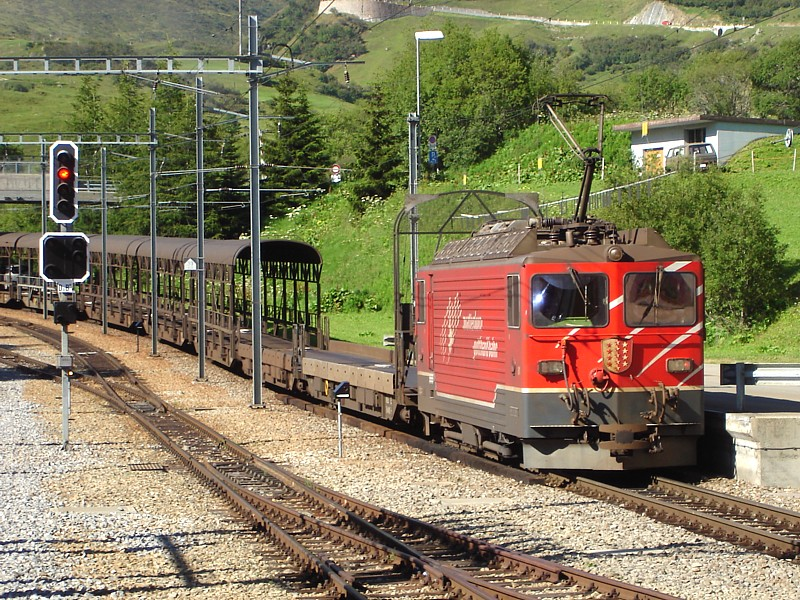
列車フェリーを推進するGe4/4 81号機
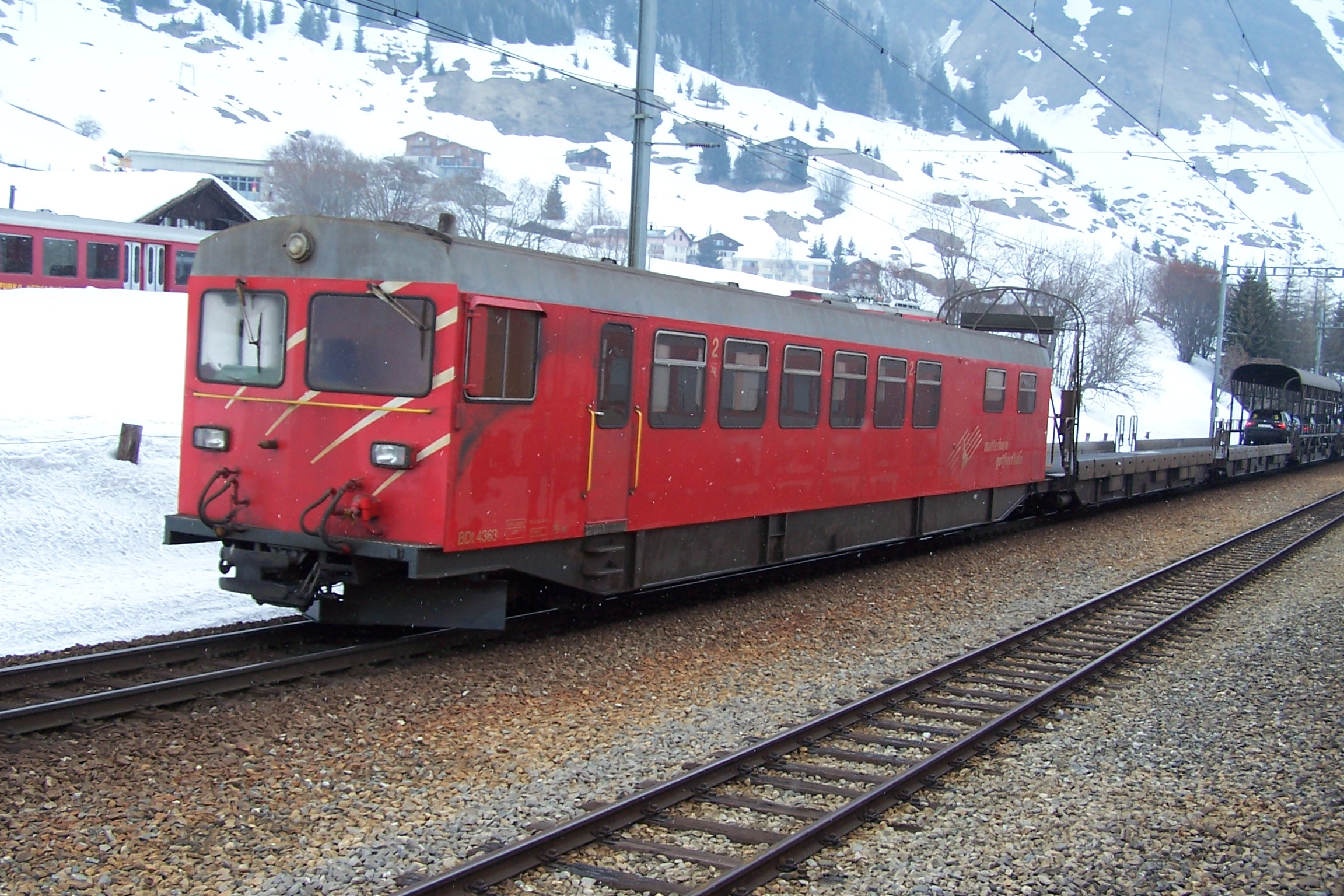
列車フェリーの制御客車であるBDt 4361-4263形のBDt 4363号車
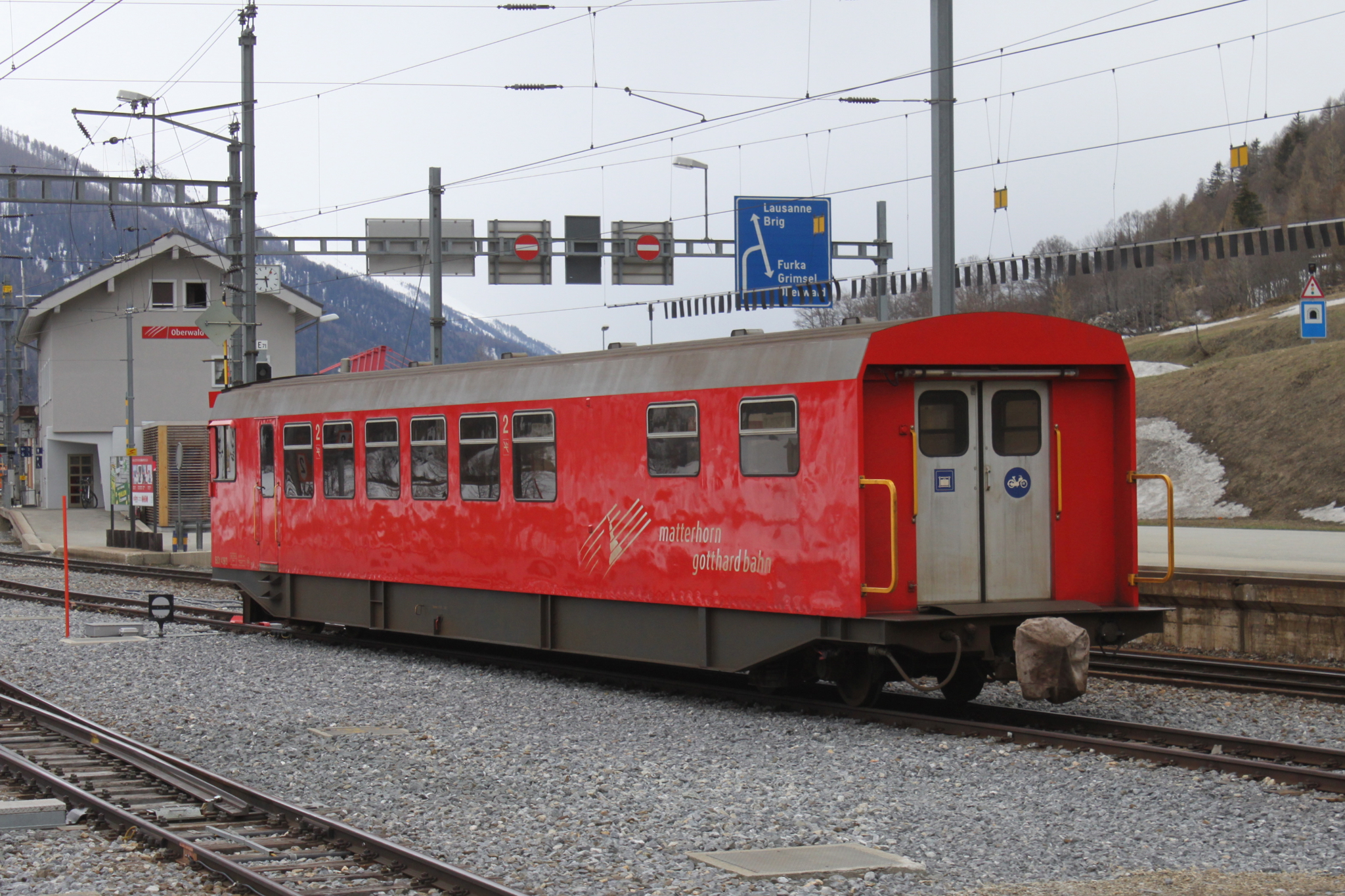
制御客車のBDt 4361-4263形のBDt 4363号車の後部、荷物室には二輪車を搭載可能
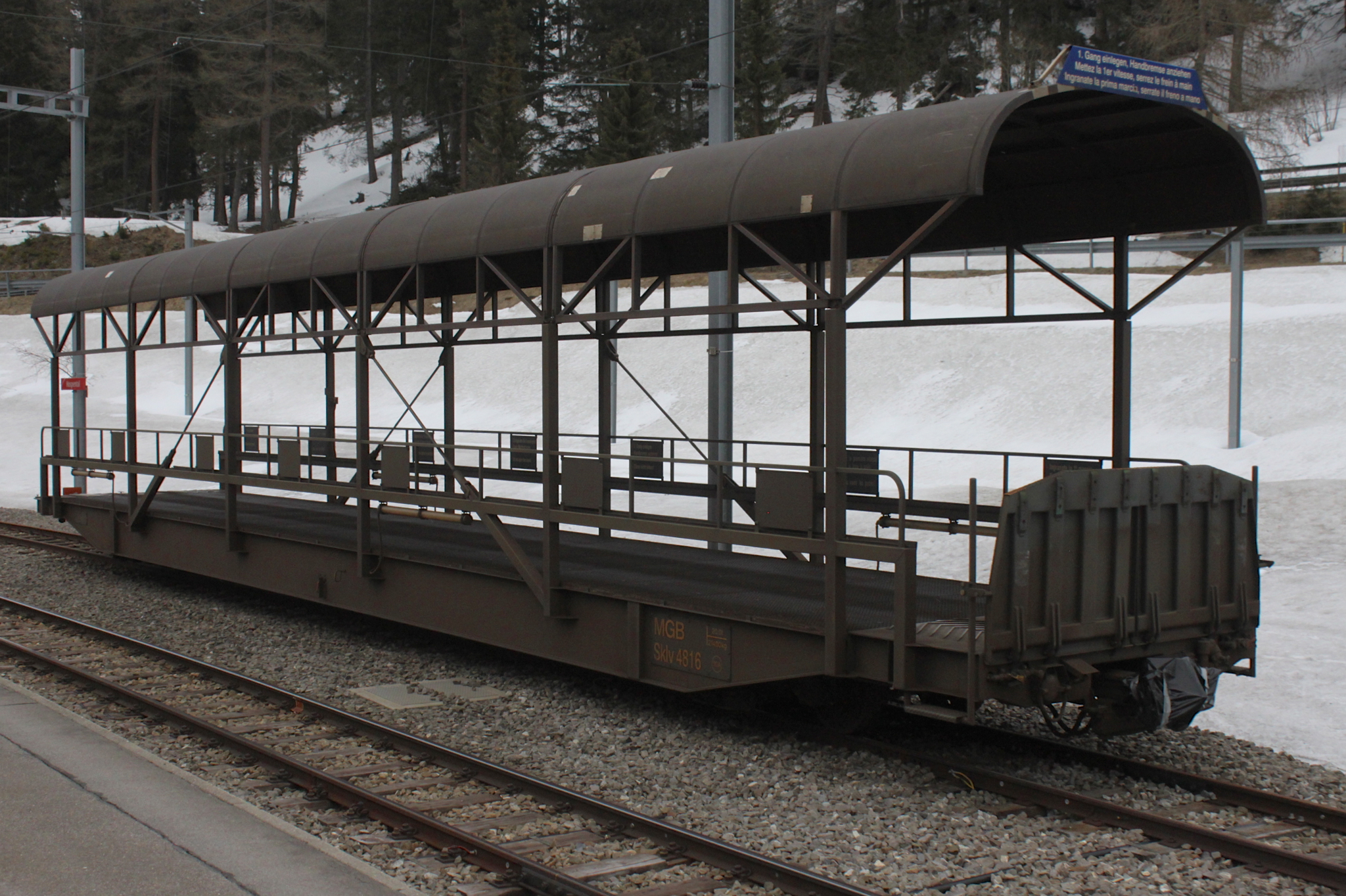
列車フェリーの車運車であるSkl-tv 4811-4827形のSkl-tv 4816号車

## 同形機

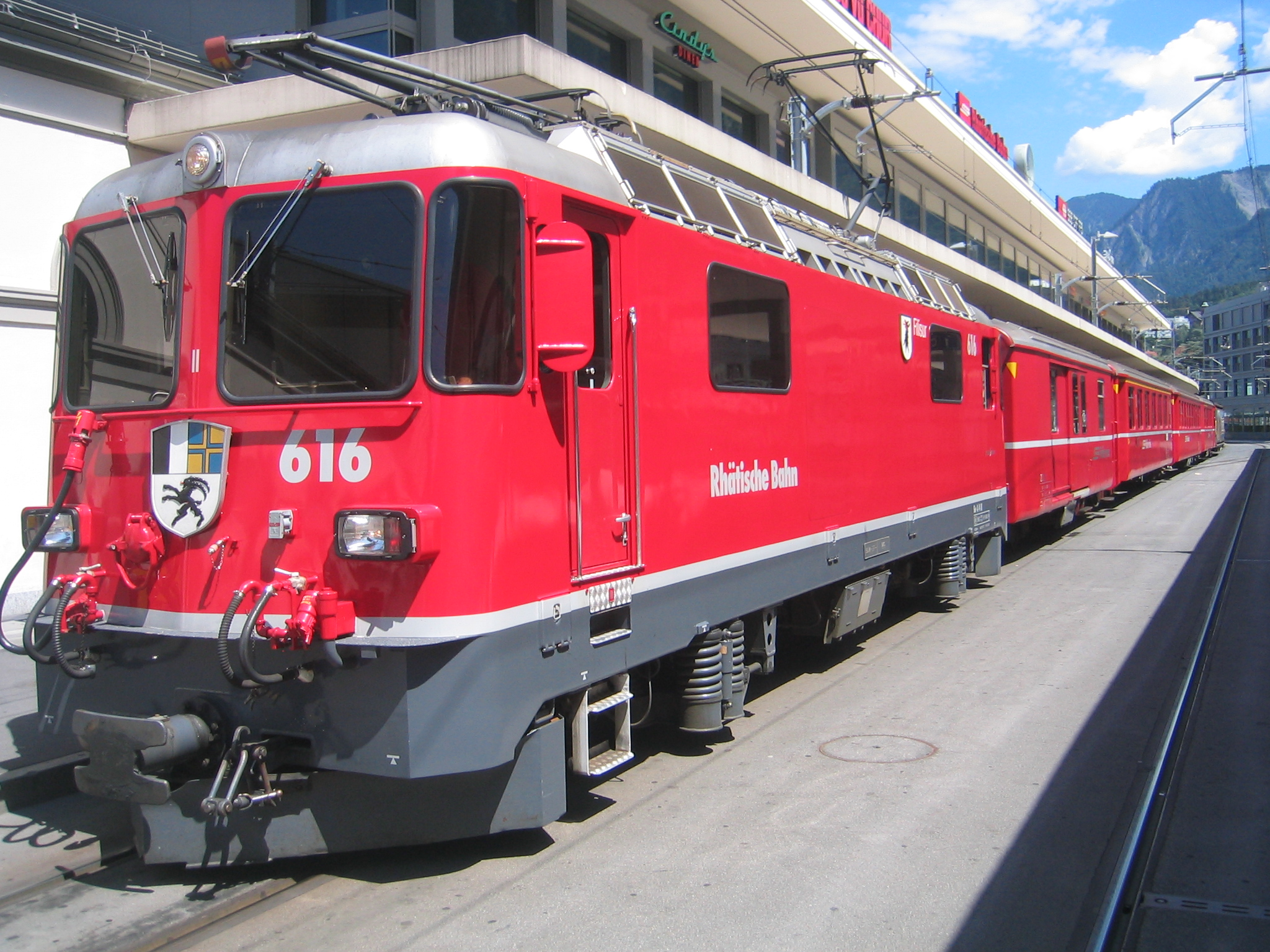
レーティッシュ鉄道のGe4/4^{II} 616号機

- ベースとなったレーティッシュ鉄道Ge4/4II形電気機関車とは外観や台車は異なるが、性能的には同一である。